# Charles Dixon
Charles Percy Dixon, conocido como Charles Dixon (Grantham, Lincolnshire, Reino Unido, 1873 - Londres, 1939) fue un tenista inglés, cuatro veces medallista olímpico y ganador de la Copa Davis.

## Biografía
Nació el 7 de febrero de 1873 en la ciudad inglesa de Grantham, población situada en el condado de Lincolnshire.
Murió el 29 de abril de 1939 en la ciudad de West Norwood, situada actualmente en la ciudad de Londres.

## Carrera deportiva
A lo largo de su carrera práctica los deportes de rackets y esgrima, aunque destacó especialmente en tenis. Participó en el equipo británico de la Copa Davis de tenis desde el año 1909, ayudando a conseguir la victoria británica en la edición de 1912.
Consiguió ganar el Torneo de Wimbledon en la categoría de dobles, haciendo pareja con Herbert Ropel-Barrett, en las ediciones de 1912 y 1913, además de ser finalista en la de 1914. En 1912 consiguió también la victoria en el Abierto de Australia en la categoría de dobles junto a James Cecil Parke.
Participó, a los 35 años, en los Juegos Olímpicos de Londres 1908 realizados en Londres (Reino Unido), donde consiguió ganar la medalla de bronce en la prueba de dobles haciendo pareja con Clement Cazalet. En este mismo torneo finalizó quinto en la prueba masculina individual. En los Juegos Olímpicos de 1912 realizados en Estocolmo (Suecia) consiguió ganar tres medallas olímpicas: la medalla de oro en la prueba mixta de dobles indoor haciendo pareja con Edith Hannam, la medalla de plata en la prueba individual masculina indoor, y la medalla de bronce en la prueba de dobles indoor haciendo pareja con Alfred Beamish.